# Rudka (Kunštát)
Rudka je vesnice, část města Kunštát v okrese Blansko. Nachází se asi 1,5 km na sever od Kunštátu. Je zde evidováno 87 adres. Trvale zde žije 215 obyvatel.
Rudka leží v katastrálním území Rudka u Kunštátu o rozloze 2,58 km².

## Historie
První písemná zmínka o obci pochází z roku 1374.

## Pamětihodnosti
- Kaple sv. Floriána - Ve středu obce Rudka na návsi stojí jednolodní podélná kaple sv. Floriána, která byla v roce 1958 zapsána do seznamu kulturních památek České republiky a je zasvěcena sv. Floriánovi, patronu profesí, které souvisí s ohněm - hasiči, hutníci, kominíci, hrnčíři či pekaři.

## Zajímavosti
V Jeskyni Blanických rytířů se nachází vytesané postavy Blanických rytířů. Původně zde stála i socha Masaryka, ale po německé okupaci po ní zbyly jen veliké boty, zbytek sochy byl zničen. Některé úlomky jsou uchovány k nahlédnutí v jeskyni. Některé ze soch vytvořil ve 20. letech 20. století místní sochař-samouk Stanislav Rolínek, jiné později dotvořil či doplnil kunštátský starosta František Burian.
Nad jeskyní se tyčí Burianova rozhledna.

## Fotogalerie

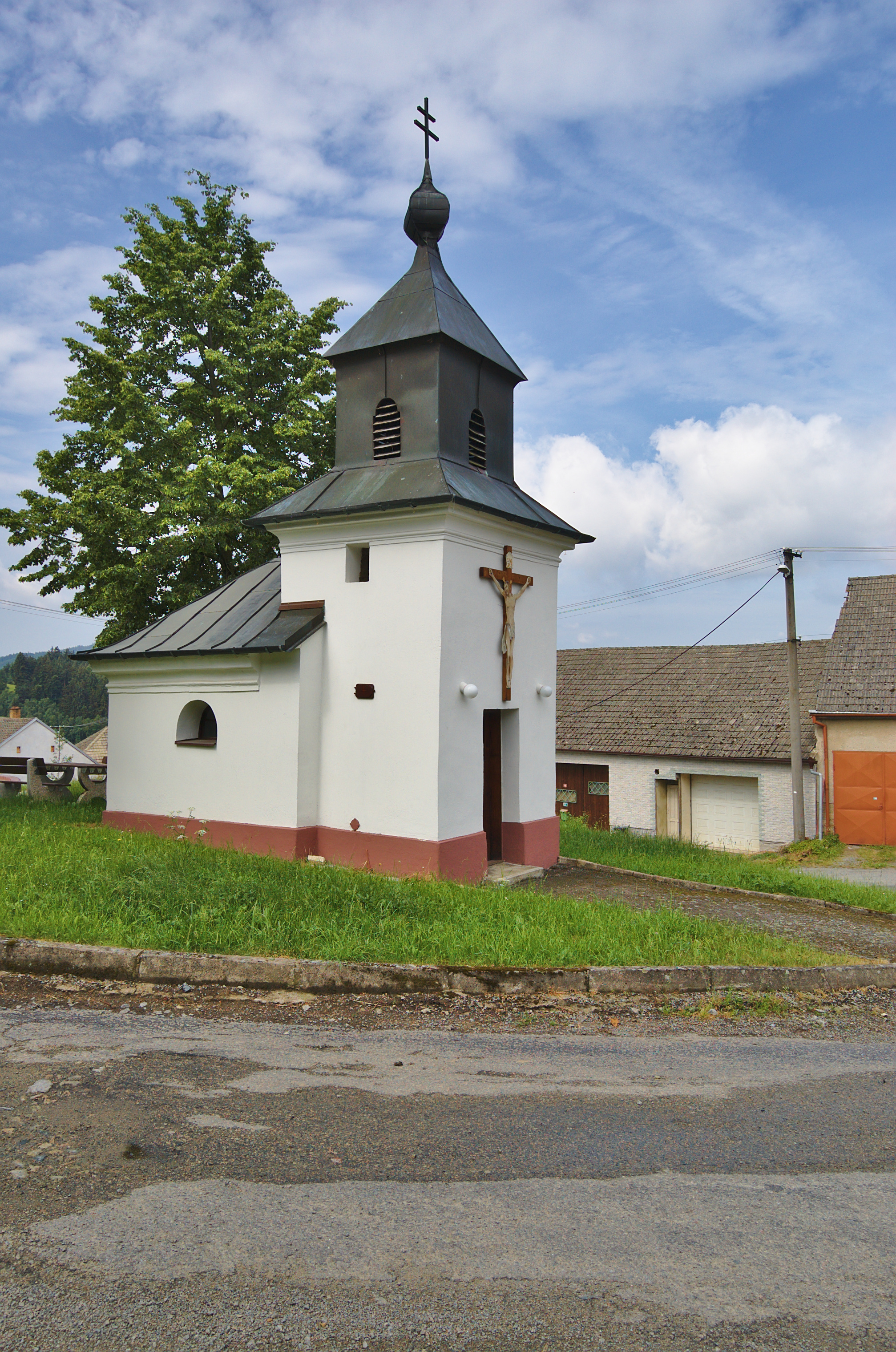
Kaple svatého Floriána na návsi
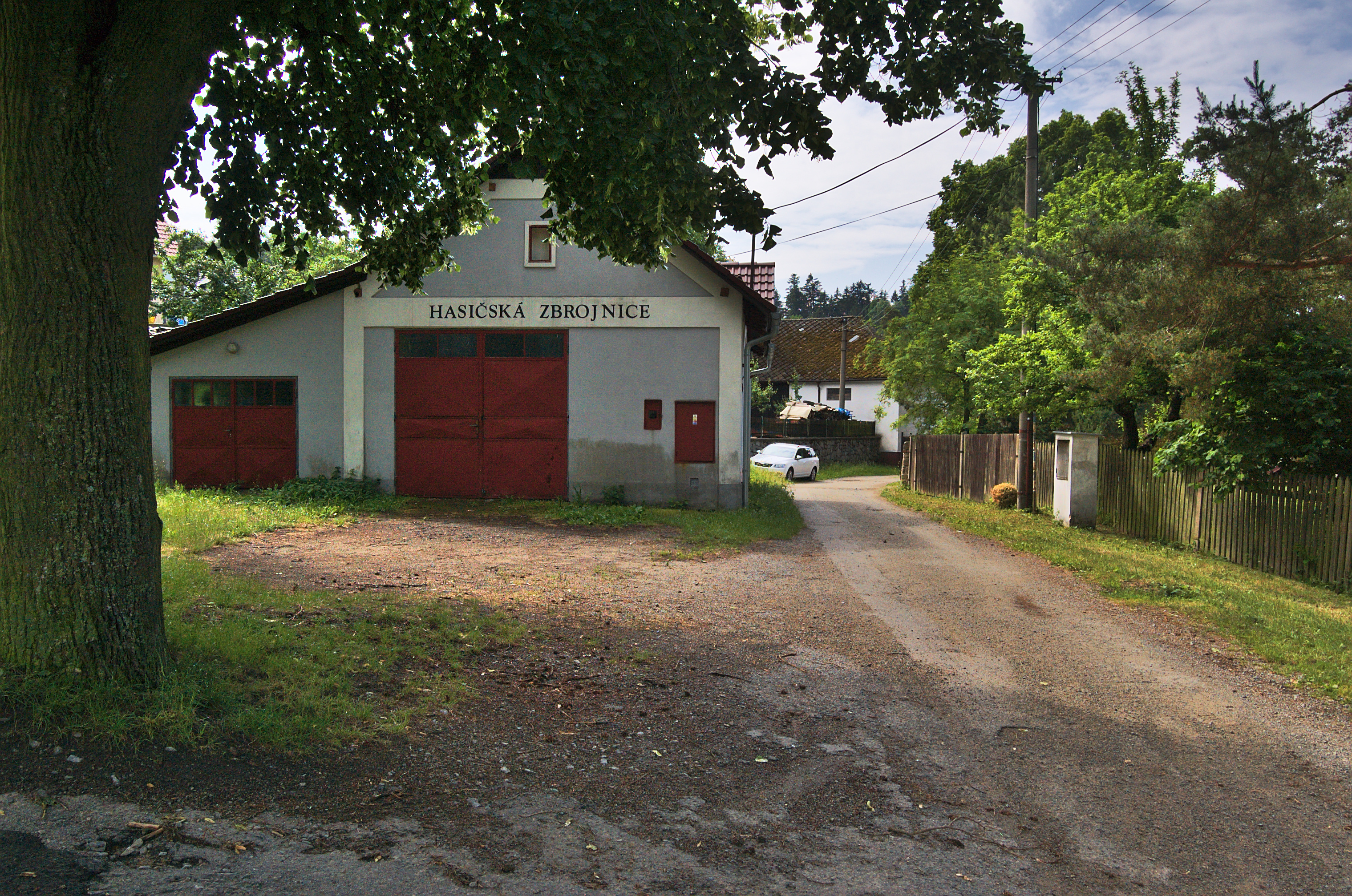
Hasičská zbrojnice
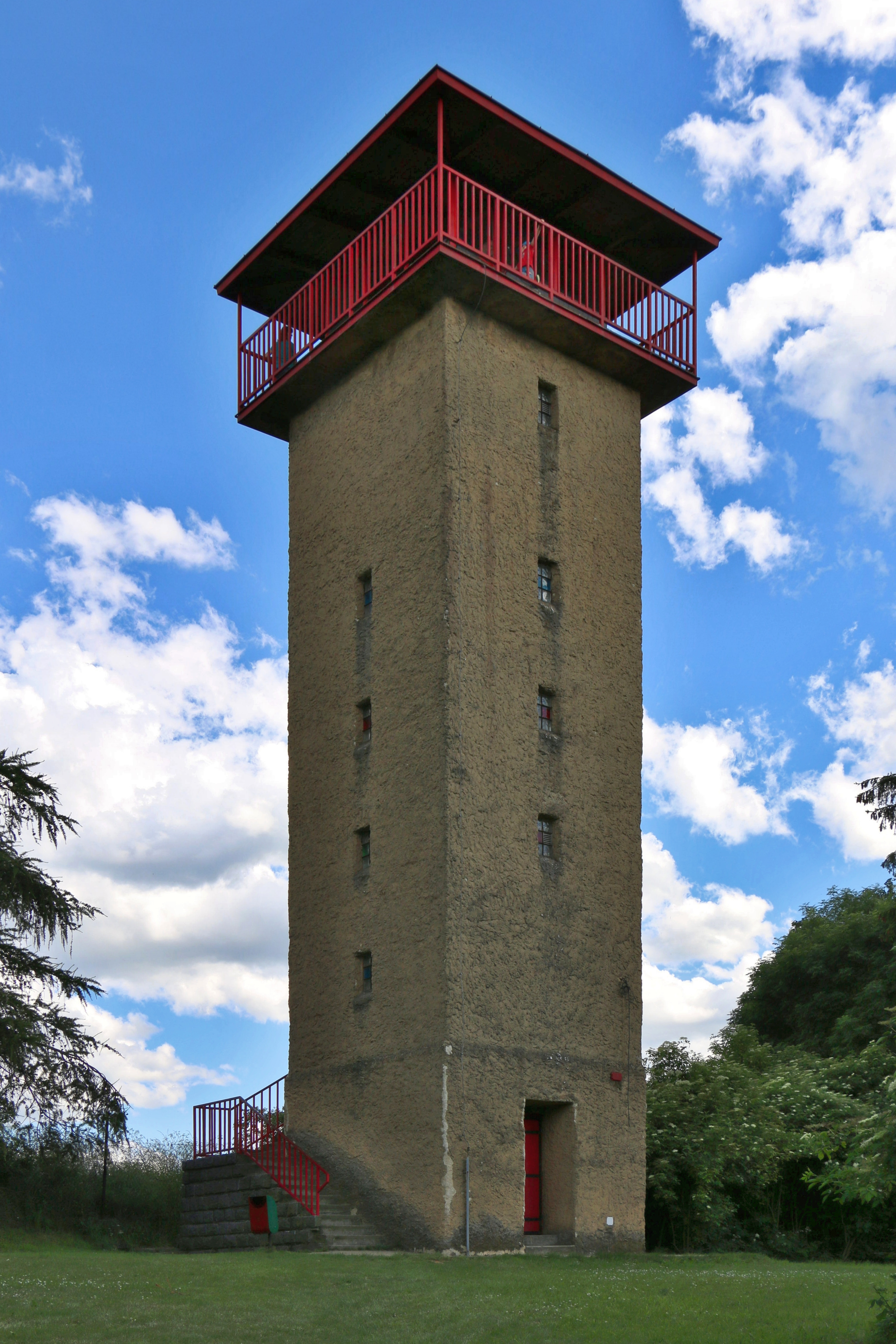
Burianova rozhledna
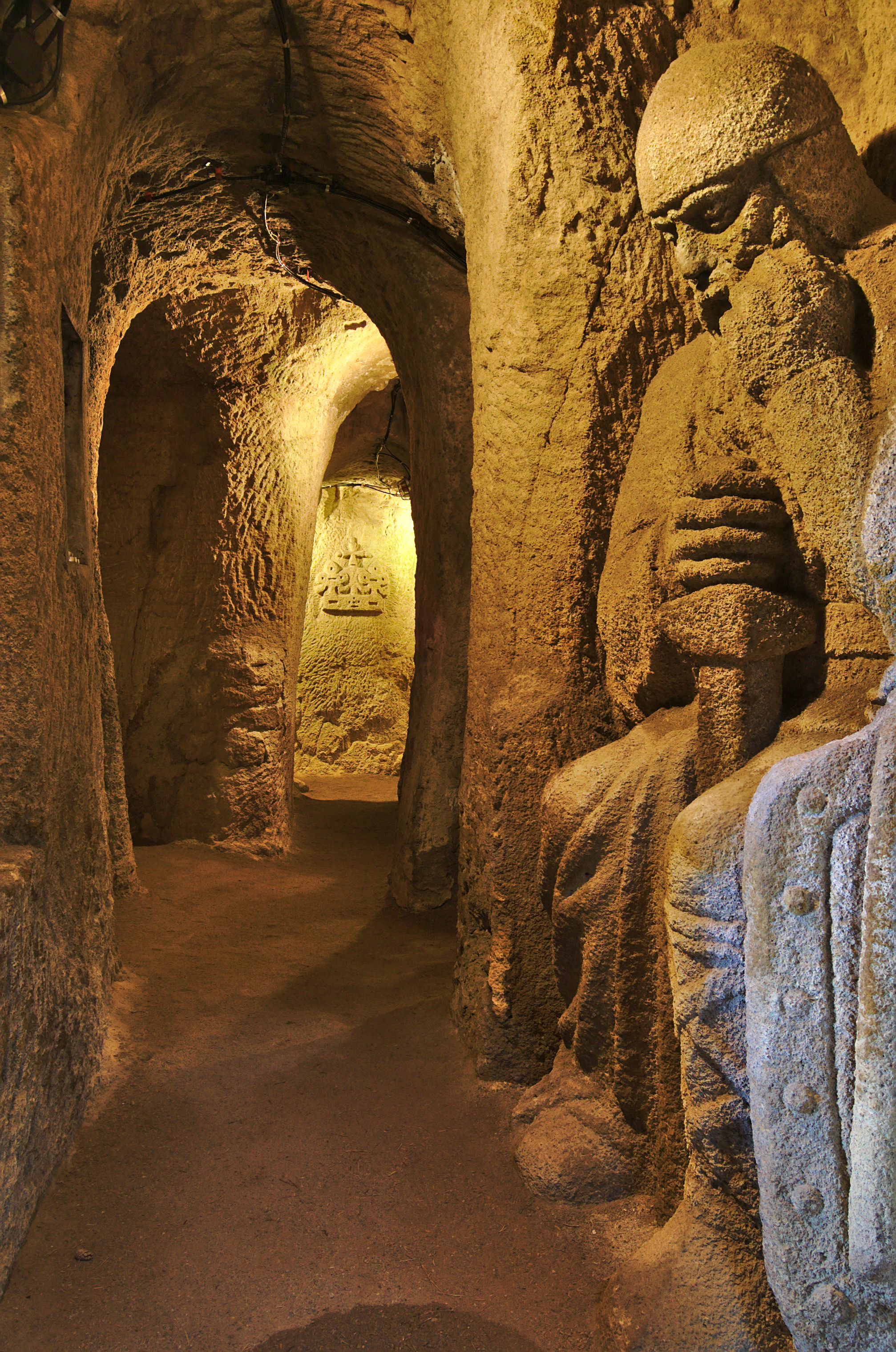
Jeskyně Blanických rytířů
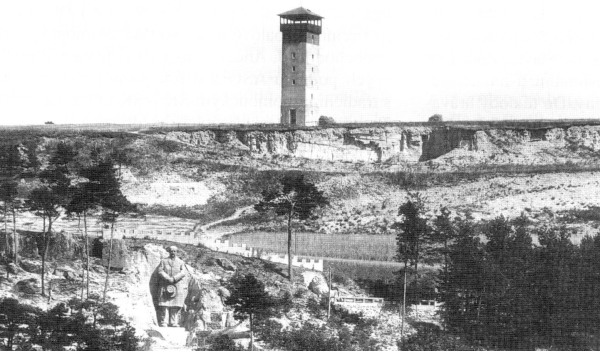
Rozhledna Milenka na katastru obce Rudka u Kunštátu, v popředí socha T. G. Masaryka od Stanislava Rolínka